# Tomás Rueda Vargas
Tomás Rueda Vargas (Bogotá, 18 de septiembre de 1879 - Bogotá, 25 de julio de 1943) fue un escritor, periodista, educador, académico y político colombiano, miembro del Partido Liberal Colombiano y antiguo militante de la Unión Republicana. 
Se desempeñó como director de la Biblioteca Nacional de Colombia, rector del Gimnasio Moderno y del Colegio Mayor de San Bartolomé, miembro de la Academia Colombiana de Historia y de la Academia Colombiana de la Lengua.
En el ámbito político, Rueda ocupó a nombre del liberalismo, una curul en la cámara de representantes, el concejo de Bogotá y la asamblea deparatamental de Cundinamarca. Fue autor de diversas novelas costumbristas, su obra más destacada es La Sabana de Bogotá, publicada en 1926. También escribió en diversos periódicos y revistas nacionales.

## Biografía
Tomás Rueda Vargas nació en Bogotá, el 18 de septiembre de 1879, en el seno de una familia de la élite de la capital colombiana. Pese a que su padre era médico, irónicamente falleció por una angina en el pecho en la Navidad de 1882, dejando a Tomás huérfano, a los 3 años. Su educación corrió por cuenta de su abuelo materno, su madre y sus hermanas mayores.

### Educación
Por influencia de su abuelo, Tomás se hizo adepto a los postulados del expresidente Francisco de Paula Santander, amigo de sus padres y abuelos, y se enfiló en el Partido Liberal Colombiano, al que pertenecía su padre. En 1884 falleció su hermano mayor, causándole esta muerte una tristeza profunda, y fortaleciendo los lazos con su abuelo.
En 1887 ingresó a la escuela de Virginia Martínez de Blume, donde lo educaron su hermana Paulina y su tío Manuel Rueda. Su madre también aportó a su educación en casa, ya que se reporta que era una mujer en extremo culta y cultivó en Tomás el francés y la literatura universal. Luego ingresó al Colegio Mercantil, fundado por liberales para la educación de sus hijos, y donde conoció a Eduardo Santos Montejo, y a Roberto Michelsen, hermano de María Michelsen Lombana, e hijo del diplomático Carlos Michelsen Uribe. Se graduó en 1897.

### Inicios políticos y sociales
Por el auspicio de su madre, y tras la muerte de su abuelo materno (quien era su segundo padre y su principal influencia después de Santander), ingresó a la empresa de familiar del político liberal Miguel Samper Agudelo. En 1904, ya con capital propio, fue vinculado por el gobierno de Rafael Reyes, para que participara en una misión chilena que pretendía reformar el ejército colombiano para convertirlo en un auténtico y moderno ejército nacional, luego del desastre militar de la Guerra de los Mil Días.
En 1909 fundó la publicación La Revista, invitando a Eduardo Santos, ahora destacado periodista, a que la dirigiera. Con Santos, Rueda ingresó a la Unión Republicana, partido de coalición liberal y conservadora, fundado por Nicolás Esguerra, y que había llevado a la presidencia en 1910 a Carlos Eugenio Restrepo. El partido era muy influyente y aglomeraba a la prensa liberal y grandes políticos de ambos partidos, que buscaban la unidad nacional. 
De la mano de Santos, Luis Cano, Alfonso Villegas (cuñado de Santos) y Gustavo Gómez, Rueda impulsó su publicación, llegando a vincular al expresidente Caro (tío de su esposa), y al excanciller Marco Fidel Suárez. En 1911, fue director del naciente periódico El Tiempo, durante la ausencia temporal de su fundador, Alfonso Villegas. Por esos años ingresó a la política nacional, como concejal de Bogotá, repreentante a la cámara y diputado.
En 1924 fue asesor de la Misión Pedagógica de Alemania, por encargo del presidente Pedro Nel Ospina. En 1929 Rueda viajó a Europa, y a su regreso, en 1930, trajo varios métodos educativos (como el método Montessori) que implantó en el Gimnasio Moderno, colegio de la élite fundado en 1914 por Agustín Nieto Caballero y que él ayudó también a abrir. Rueda trabajó allí como profesor de historia y llegó a ser rector del mismo entre 1918 y 1920, y de 1922 y 1924. También fue primer rector del Colegio Nacional de San Bartolomé
A principios de la década, fue encargado de la dirección de la Biblioteca Nacional de Colombia, sucediendo a Daniel Samper Ortega (abuelo de Ernesto y Daniel Samper Pizano, y nieto de Miguel Samper)
Tomás Rueda Vargas falleció en la hacienda Santa Ana, de su propiedad, ubicada en el sector de Usaquén, Bogotá, el 25 de julio de 1943, a los 64 años. Fue sepultado al día siguiente en el Cementerio Central de Bogotá. Su muerte causó gran conmoción nacional y las personalidades importantes de su época expresaron condolencias a su familia, incluyendo el presidente de la época, Alfonso López Pumarejo, cuñado de uno de sus amigos cercanos.

## Familia
Tomás Rueda Vargas era miembro de la élite capitalina de Colombia, siendo sus padres Francisco de Paula Rueda Nieto, y Viviana Vargas Heredia. Eran sus hermanos Julia, Paulina y Francisco de Paula Rueda Vargas.
Su padre era un médico, militar y político del ala radical del liberalismo, y era adepto a los postulados del expresidente Francisco de Paula Santander. Su madre era hija del también médico Jorge Vargas, quien era cercano y confidente del expresidente Santander, y seguramente conoció a su yerno Francisco en esos menesteres.

### Matrimonio y descendencia
En 1905 Tomás Rueda contrajo matrimonio en Bogotá con María Margarita Caro de Narváez, sobrina del expresidente Miguel Antonio Caro y también de su esposa Ana de Narváez, y nieta del escritor y cofundador del Partido Conservador José Eusebio Caro. Por esta línea, María era prima del banquero Julio Caro de Narváez. A Miguel, tío de su esposa, llegó a conocerlo en una de sus visitas a Margarita, dedicándole el poema El Señor Caro y su casa. 
Con Margarita, Tomás tuvo a sus hijos Susana, Antonio y Francisco Rueda Caro. Su hija mayor se casó con Alberto Pardo Pardo (descendiente del exalcalde de Bogotá Luis Caycedo y sobrino del expresidente militar Rafael Navas Pardo), con quien tuvo Julia Pardo, cuñada del escritor Julio Carrizosa Umaña (hijo del exministro Julio Carrizosa Valenzuela); y al político y exministro Rafael Pardo Rueda. 
Su hijo Antonio se casó con Alicia Reyes-Patria Pardo, parienta de Alberto Pardo; y Francisco con Josefina Gutiérrez Pardo, también de la familia Reyes-Patria y Pardo, descendientes de los marqueses de San Jorge y de los Álvarez del Casal.

### Semblanza
De su cariño y admiración por Santander, Rueda llegó a decirː

“Entre todas las vidas de los hombres que surgieron de nuestra magna guerra, ninguna quizá ofrece mayor interés que la del general Francisco de Paula Santander; es su historia la historia de treinta años de los más agitados de nuestra vida nacional y es algo más, puesto que la influencia del gran líder no terminó al apagarse su existencia mortal: ella ha continuado ejercitándose a través de los tiempos de los hombres y en las cosas de su país. Todavía después de setenta años de su muerte, el nombre de Santander no puede pronunciarse sin que en torno de él se desaten tormentas de pasiones, de amor, de odio, más fuertes todas ellas y reveladoras por tanto del valer inmenso y real del hombre que, hecho polvo, las suscita aún desde el silencio de su tumba"

Era un hombre tímido y familiar. Se reporta que a los 5 años, en 1884, cuando comenzaron las hostilidades de la guerra civil, el pequeño Tomás se escondió debajo de los muebles de su casa, quedando de por vida marcado por éstos sucesos. 
También era amante de la vida agreste y el campo, ya que su familia tenía una hacienda a las afueras de Bogotá, que tenía un marcado aspecto campestre. Su obra más importante, de hecho, estaba dedicada ese amor por el campo de la sabana de Bogotá. De hecho se ganó el apodo del "Ingenioso Hidalgo Sabanero". Otra anécodta de su amor por la naturaleza, lo encuadra como uno de los creadores del movimiento scout en Colombia, el cual trajo de Inglaterra en 1913 junto a José María Samper.
También, pese a su dolorosa infancia, fue un hombre gentil, cálido y amable. El expresidente de Colombia, Alfonso López Michelsen, sobrino de su amigo Roberto Michelsen, llegó a decir de Tomásː

"Tomás Rueda Vargas tuvo el don de la gracia. Gracia de su vivir, gracia de su palabra, gracia de su prosa clara y diáfana, como aquellas que él llamaba mañanas gozosas de “Chamicera”, de “Tequendama”, del “Tintal”, de “Canoas” y de la “Conejera”, prosa límpida, sin una nube gris que haga pesado el estilo y que, sin embargo, lleva una inmensa erudición en vilo, como la más leve y grácil de las cargas."

## Obras
- Vibraciones, 1900
- La Sabana de Bogotá, 1919
- Pasando el rato, 1925
- Visiones de la historia colombiana, 1933
- Lentus in umbra, 1939
- Decíamos ayer, 1941
- El ejército nacional, 1944
- El Gimnasio Moderno, 1945
- Visiones de historia, 1946

- A través de a vidriera, 1951
- Escritos, 3 vols. 1963 
  - Contenido: vol. 1 Visiones de historia; Apuntes; Gentes que fueron. vol .2 La sabana; Confidencias campesinas; Bogotá a vuelo de pájaro; Política y periodismo; Otras páginas. vol .3 Crítica; Nuestro ejercito; Temas educativos; El Gimnasio Moderno
- La sabana y otros escritos del campo, de la ciudad y de sí mismo, 1977
- Escritos sobre Bogotá y la Sabana, 1988
- Páginas escogidas, 1996

## Bibiliografía
- Muñóz, Héctor (1979). 100 años de Don Tomás Rueda, al gran historiador de la Sabana. En: El Espectador, Bogotá.